# ケスティウス橋
ケスティウス橋（ラテン語: Pons Cestius，イタリア語: Ponte Cestio チェスティオ橋）は、イタリア ローマのテヴェレ川に架かる橋で、ティベリーナ島とテヴェレ川右岸のトラステヴェレを結ぶ橋である。サン・バルトロメオ橋（イタリア語: ponte di San Bartolomeo）とも。
この場所に最初に架橋されたのは紀元前1世紀（BC62年からBC27年の間の期間）のことで、ティベリーナ島に架かるもう1つの橋であるファブリキウス橋が架橋された後のことだと考えられている。古代ローマ時代において、テヴェレ川の両岸を陸路で結ぶ初めての石橋であった。なお、ファブリキウス橋は古代ローマ時代の状態で現在まで残存しているが、このケスティウス橋は19世紀に改築されたものである。
この橋の架橋に功績のあった人物は、紀元前1世紀の有力な氏族（ゲンス）であったケスティウス家の誰かだと考えられている。4世紀に、ローマ帝国皇帝ウァレンティニアヌス1世（在位 364年 - 375年）、その弟で東ローマ帝国皇帝であったウァレンス（在位 364年 - 378年）、長男でローマ帝国皇帝となったグラティアヌス（在位 375年 - 383年）により改築され、370年にグラティアヌス橋（Pons Gratiani）と改名された。この時の架橋では凝灰岩で主要構造が造られ、表面の化粧板としてトラバーチン（石灰質沈殿岩）が用いられた。これらの建材のうちいくらかは、近隣にあったマルケッルス劇場を取り壊して得られたものであった。橋の長さは48m、幅は8mであり、中央アーチの径間は23.65m、その両側の小アーチの径間は5.8mの石造3径間アーチ橋あった。
1888年から1892年に掛けてテヴェレ川の河川改修により、ケスティウス橋（グラティアヌス橋）は撤去され、川幅が48mから76mに広げられると共に河岸擁壁が設けられた。同時に、ケスティウス橋は全長80.4mの石造3径間アーチ橋として再架橋された。中央アーチ部分は、かつてのケスティウス橋の撤去材を再利用したものであり、橋全体としては3分の1の石材が4世紀の橋の撤去材の再利用である。

## アクセス
- ATAC トラム 8系統 Beli停留所より東へ約250m